# Josef Issels
Josef Maria Leonhard Issels (* 21. November 1907 in Mönchengladbach; † 11. Februar 1998 bei San Francisco) war ein deutscher Arzt, der durch sein alternativmedizinisches Therapiekonzept bei Krebserkrankungen bekannt wurde. Die American Cancer Society fand 1972 bei der Prüfung der Literatur- und Informationslage keinerlei Nachweis für einen Nutzen dieses Therapiekonzeptes in der Krebsbehandlung.

## Leben
Issels wurde am 21. November 1907 in Mönchengladbach geboren. Er studierte Medizin an den Universitäten Freiburg, Bonn, München, Wien, Rostock, Düsseldorf und Würzburg. In Freiburg wurde Issels Mitglied der katholischen Studentenverbindung KDStV Ripuaria Freiburg im Breisgau im CV. In Würzburg legte er das Staatsexamen ab und promovierte mit der Arbeit Über das Krankheitsbild der Leukämie. Nach einer sechsjährigen klinischen Ausbildung ließ er sich in Mönchengladbach als Praktischer Arzt nieder. Von 1939 bis 1945, also im Zweiten Weltkrieg, war er Sanitätsoffizier der deutschen Wehrmacht.
Issels behandelte auch jüdische Patienten. Zur Strafe wurde er eingezogen, diente an der russischen Front und geriet 1945 in Kriegsgefangenschaft. Ab 1946 praktizierte er wieder als Arzt. Ab 1948 widmete sich Issels der Behandlung von Krebskranken in kritischem Zustand. 1951 ermöglichte die Stiftung eines niederländischen Patienten die Gründung der Ringberg-Klinik in Rottach-Egern. 1961 wurde Issels zu einem Jahr Gefängnis auf Bewährung verurteilt. Er wurde für schuldig befunden, fahrlässig den Tod dreier seiner Krebspatienten verschuldet zu haben, weil er ihnen nicht zu einer Operation geraten hatte. Daraufhin wurde die Klinik geschlossen. 1964 wurde Issels in einem Berufungsverfahren jedoch in allen Punkten der Anklage freigesprochen. 1965 wurde die Ringberg-Klinik wieder eröffnet. Nach der Schließung der Klinik praktizierte Issels von 1975 bis 1985 in Bad Wiessee. 1977 war er Schirmherr für das 1. Colloquium „Biologische Krebshilfe“ in Bad Bevensen, das vom damaligen Verein „Biologische Krebshilfe“ unter Leitung des Heilpraktikers und ehemaligen Vorsitzenden Leonhard Blume aus Uelzen durchgeführt wurde. Ab 1985 war Issels zunehmend in den USA tätig, zunächst in Florida und später in Kalifornien, wo er bis zu seinem Tod an der Gerson-Krebsklinik in Tijuana im Sinne seines Therapiekonzepts beratend tätig war. Seine Frau wirbt weiterhin für das Issels-Konzept durch die Issels Foundation in Arizona.

## Therapiekonzept
Issels fasste Krebs als eine „systemische Krankheit“ auf, die nur mit einer „Ganzheitstherapie“ zu behandeln sei. Nach seiner Ansicht sollte dazu das Immunsystem gestärkt werden. Entzündungen und Infektionsherde besonders der Zähne müssten nach Issels bei Krebs saniert und Zahnfüllungen mit Amalgam grundsätzlich entfernt werden. Außerdem setzte Issels bei Krebserkrankungen eine durch Injektionen mit Pyrifer (von Asta) oder E. coli und vor allem Vaccineurin (von der seit 1923 bestehenden Südmedica GmbH, München), einem Bakterienlysat aus Streptococcus pyogenes und Serratia marcescens, induzierte Fiebertherapie ein und verwendete auch verschiedene umstrittene Krebsmittel wie CH 23 (F-16) oder Novocarcin (Neocarcin), die heute keine Bedeutung mehr haben. Ergänzend empfahl er seinen Patienten Ruhe, Stressfreiheit und häufige Aufenthalte im Freien an der frischen Luft. Auf Genussmittel wie Tabak und Kaffee sollten die Patienten generell verzichten. Stattdessen sollten sie eine besondere Diät einhalten: Issels unterstützte die roh-vegane „Intensivkost“ des Zahnarztes und Sachbuchautors Johann Georg Schnitzer. Anlässlich eines Vortrages Schnitzers in Bad Tölz berichtete Issels den Zuhörern, er habe gute Erfahrungen mit Schnitzers „Intensivkost“ bei der Behandlung von Krebspatienten gemacht.
Ein wissenschaftlicher Nachweis der Wirksamkeit von Issels' Therapien ist nie erbracht worden. Sie werden der Alternativmedizin zugerechnet. Die Issels-Foundation bietet ein Therapieschema an, das die Anwendung eines „Krebsimpfstoffs“ („autologous dendritic cell vaccine“) einschließt und an der Fiebertherapie nach William Coley festhält. Diese Behandlungen werden heute in Mexiko auf Wunsch selbstzahlender Patienten durchgeführt, weil sie in den Vereinigten Staaten nicht zugelassen sind.

## Prominente Patienten
Prominente Patienten Issels’ waren unter anderem die britische Leichtathletin Lillian Board, der Schauspieler Steve McQueen und der jamaikanische Reggaemusiker Bob Marley. Lillian Board begab sich im Herbst 1970 zu ihm in Behandlung, nachdem bei ihr ein unheilbarer Magenkrebs diagnostiziert worden war; die Therapie schlug jedoch fehl, und Board starb im Dezember 1970. Bob Marley ließ sich im November 1980 bei Issels einliefern, als sich sein drei Jahre zuvor diagnostiziertes Melanom im Endstadium befand. Er starb daran ein halbes Jahr später auf dem Rückflug nach Jamaika bei einer Zwischenlandung in Miami.
Steve McQueen begab sich bei Issel aufgrund von Brustfellkrebs in Behandlung, die nicht anschlug.

## Schriften
- Mein Kampf gegen den Krebs. Erinnerungen eines Arztes. Bertelsmann, München 1981, ISBN 3-570-04736-9.